# バルト三国

バルト三国
エストニア語: Balti riigid
ラトビア語: Baltijas valstis
リトアニア語: Baltijos valstybės

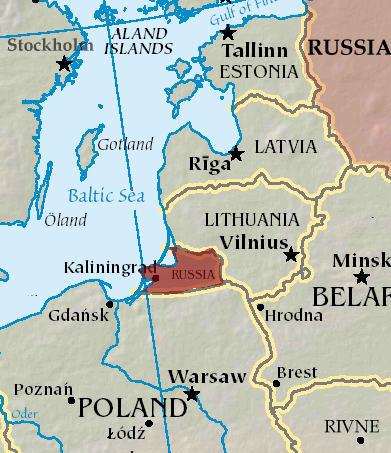
位置図、バルト海に面して北からエストニア、ラトビア、リトアニア、カリーニングラード州（ロシアの飛び地）、ポーランド。

バルト三国（バルトさんごく、英: Baltic states、Baltic countries、露: Прибалтика、独: Baltische Staaten、波: Kraje bałtyckie）は、バルト海の東岸、フィンランドの南に南北に並ぶ3つの国を指し、北から順に、エストニア、ラトビア、リトアニアである。3か国ともに、北大西洋条約機構（NATO）・欧州連合（EU）および経済協力開発機構（OECD）の加盟国、シェンゲン協定加盟国である。通貨は三国ともユーロである。
三国は、ロシア帝国とソビエト連邦にそれぞれ支配され統治・併合された時期があるものの、歴史的にはエストニアやラトビアは北ヨーロッパ諸国やドイツと、リトアニアはポーランドとのつながりが深く、また3か国はロシアとも深く関わってきた。バルト三国のうちエストニアとラトビアはロシア本土と、リトアニアはロシアの飛び地であるカリーニングラード州と、それぞれ接している。

## バルト地域概念の移り変わり
ロシア帝国に設置された「沿バルト諸県」とは現在のエストニアとラトビアにあたる地域であり、リトアニアに相当する地域はそこに含まれていなかった。リトアニアも含めた3カ国が「バルト」という一つの地域とみなされるようになったのは、いずれの国も第一次世界大戦後にロシアからの独立を果たし、第二次世界大戦中にソ連に編入されたという共通の歴史をたどったためである。それまではエストニアおよびラトビアとリトアニアとでは異なる歴史をたどってきたと考えられていたが、1970年にバルト・ドイツ人の歴史家ゲオルク・フォン・ラオホが3カ国をまとめた歴史書を著してからは、バルト地域としての歴史も語られるようになった。

## 民族
エストニア人は、フィン人と近縁の民族で、エストニア語はフィンランド語と同じウラル語族である。一方、ラトビア人とリトアニア人はバルト系民族（印欧語族バルト語派の話者）である。リトアニアが独自の文化を築いて来たのに比べ、ラトビアはリヴォニアを基礎としていたため、民族の覚醒は19世紀に起こる。これら別個の文化を共通化、また自立化させたのは、中世以来政治的支配を行ってきた少数民族のバルト・ドイツ人であった。

## 宗教
三国の宗教事情は大きく異なる。リトアニアは過去に同一の王国を形成したポーランドの影響を深く受けたため、国民のほとんどはローマ・カトリックの信者である。ラトビアではプロテスタントのルター派が多い。エストニアでは国民の半数以上が無宗教である。

## 歴史
バルト三国を構成する国々は一つにくくられて語られがちではあるが、近代までの三国は別々の歴史を歩んできている。

### 近代まで

#### エストニア

エストニア共和国の国旗

近代まではドイツ語のエストラントという地名が主流であった。フィンランドと同じくフィン・ウゴル系民族である。ヴァイキングに侵攻を受けた後は、ロシア人やデーン人の侵略を受ける。ドイツ騎士団に支配された事もあるが、13世紀にデンマークが領有する。16世紀にリヴォニア戦争が起こると、その支配はスウェーデンに帰する（エストニア公国）。この時代は、スウェーデン・バルト帝国と呼ばれた。18世紀に起きた大北方戦争の結果、ロシア帝国の支配下に入る。

#### ラトビア

ラトビア共和国の国旗

古くは先住民族としてフィン・ウゴル系民族のリーヴ人が居住していたため、リヴォニアと呼ばれた（ドイツ風にリヴラントとも言われる）。13世紀にドイツ騎士団の一組織リヴォニア帯剣騎士団によって征服される。この騎士団は、常軌を逸した侵略行為を行ったため、民族はほぼ浄化され、後発のバルト人に同化された。これ以降、リヴォニアは、ドイツ騎士団、リトアニア、ポーランド王国によって支配を受ける。16世紀、リヴォニア戦争の後にこの地は分断され、南部はクールラント公国となった。17世紀に北部リヴォニアは、スウェーデン領となり、バルト帝国の一州となった。この地も大北方戦争やポーランド分割の後、18世紀に南北ともロシア帝国に帰することとなった。

#### リトアニア

リトアニア共和国の国旗

中世にリトアニア大公国として栄える。元々は非キリスト教国家だったため、北方十字軍であるドイツ騎士団との抗争が繰り返された。しかしリトアニアはコサックの地であるウクライナ（ポドリア）の領有に成功する。1386年、ドイツ騎士団の侵略に耐えかねたリトアニアはキリスト教を受け入れ、ポーランド王国と同盟を組む。これがいわゆるポーランド・リトアニア連合である。リトアニア人は1430年まで自立していたが、以降ポーランドとの同君連合(王朝連合)となり、リトアニアのすべての貴族階級はポーランド文化に同化した。そして1569年のルブリン合同によって、ポーランド・リトアニア共和国という政治的統一体が誕生すると、リトアニアはその構成国の一つとなった。以降のリトアニアはポーランドと運命を共にする。1795年、第3次ポーランド分割によってポーランド・リトアニア連合が消滅した際、現在のリトアニアの大半の地域はロシア帝国に編入された。

### 近代以降
18世紀から三国ともロシア帝国に支配されていたが、ロシア革命ののち、1918年に三国とも独立を達成した。しかし第二次世界大戦中の独ソ不可侵条約における秘密議定書を発端として1939年秋には、ソビエト連邦とバルト三国が相次いで相互援助条約を締結し、ソ連軍の駐留と基地設置が認められた。1940年にソビエト連邦に併合され、ソビエト連邦構成共和国であるエストニア・ラトビア・リトアニアの各「ソビエト社会主義共和国」として連邦政府の強い統制下に置かれた。1941年に始まった独ソ戦によりこの地域はナチス・ドイツの支配を受けたが、1944年から1945年にかけて再びソ連に占領された（ソ連とドイツによる占領）。戦後、ソ連は自らが得た戦前の旧ポーランド領の一部をリトアニアに編入し、現在に至るバルト三国の国境線が確定した。
1980年代後半、ソビエト連邦内でグラスノスチとペレストロイカが進展すると独立回復運動が高まり、1988年にはバルト三国でそれぞれ人民戦線が結成された。1990年3月11日に独立を宣言したリトアニア共和国では1991年1月にソ連軍との衝突で死者が発生した（血の日曜日事件）。その後、ソ連8月クーデター後の8月20日にそろって再独立を実現させ、同年12月のソビエト連邦の崩壊へ大きな影響を与えた。
1991年には北欧理事会の情報事務所がバルト三国に開設されたほか、エストニア、リトアニア、ラトビアのバルト三国は北欧理事会への加盟希望を表明している。
1992年にバルト海諸国理事会が設立されると、三国ともに加盟。理事会は北ヨーロッパとバルト海周辺に位置する諸国による国際的な地域組織として設立・運営され、欧州連合も加盟した。
独立後は概ね三国が共同歩調を取って親米・親西欧の経済・外交政策を展開し、2004年3月29日に三国そろって北大西洋条約機構（NATO）へ加盟した。同年5月1日には、やはり三国そろって欧州連合（EU）へ加盟した。同日に揃ってシェンゲン協定に調印した。
2005年にアメリカのジョージ・W・ブッシュ大統領は、ソ連によるバルト三国併合を三国の意思を無視した侵略であるとして戦後の東西秩序ヤルタ体制と並列的に批判した。対しクレムリンは、併合は三国の合法的に選出された政府当局による自発的合意に基づくものであるとして違法性を否定した。同年の対独戦争60周年記念式典にはラトビア以外のエストニアのリュイテリ大統領とリトアニアのアダムクス大統領は出席を拒否した。
リトアニアの国会は、ナチス・ドイツの鉤十字と同様に、ソビエト連邦と共産主義の標章（ソビエト連邦の国旗と国章である「鎌と鎚」、ソビエト連邦の国歌）を禁止する法案を可決し、エストニアではソ連軍兵士の銅像を撤去する事でロシア系住民の暴動が起きている。
2007年12月21日にシェンゲン協定を揃って施行し、シェンゲン圏に組み込まれた。
2007年以後はエストニアが、2008年以後はリトアニアとラトビアがそれぞれ、ナチス・ドイツの「鉤十字」とソビエト連邦の「鎌と鎚」を禁止している。バルト三国はソビエト統治時代を「暗黒時代」とみなしている。一方、ベラルーシやウクライナ東部の親ロシア派支配地域はソビエト連邦時代の戦勝記念を祝っている。
2011年1月1日にエストニアがクローンから、2014年1月1日にラトビアがラッツから、2015年1月1日にリトアニアがリタスから通貨をユーロに変更した。なお、三国の通貨が同じになるのは1992年にエストニアが、1993年にラトビア・リトアニアがそれぞれ国内でソビエト・ルーブルを使用しなくなって以来である。
2010年12月9日にエストニアが、2016年7月1日にラトビアが、2018年7月5日にリトアニアがOECDに加盟した。
2023年、三国ともに政府の長が全て女性となったが、エストニアの女性首相であったカヤ・カッラスが2024年7月23日に退任したため、女性首相は2人となった。

## 「旧ソ連国家」表記めぐる問題
前項の「歴史」でも説明した通り、バルト三国では「旧ソ連国家」という表現は禁止されている。
日本のニュース番組TBSの公式ツイッターアカウントである「TBS NEWS」が2022年2月24日、「 旧ソ連のバルト三国共同声明 “ロシアをスウィフトから排除”呼びかけ」という内容のツイートを発信した。
これに対して在日エストニア大使館の公式ツイッターアカウント「Estonia in japan」は、
```
TBSさん，またですか..いいかげんエストニア，ラトビア，リトアニアを“旧ソビエトの国“と呼ぶのはやめてもらえます？歴史的にも法律的にも不正確な呼び方です。バルト諸国はソビエトの継承国家ではないです。2月24日エストニア104回目の独立記念日の本日から､もうこの呼び方はやめていただきたいです
[
11
]
```

と、「旧ソ連国家」という表現に非難を表した。
なお、自国の国名表記をめぐってロシア語由来の名称“グルジア“を放棄したジョージアの在日ジョージア大使館は、
```
エストニアさんのお気持ちとても良く分かります…
[
12
]
```

と、エストニアの意見に同調する姿勢を表した。

## 統計
総人口が多い都市
- リガ - 725,578 人
- ヴィリニュス - 540,318 人
- タリン - 396,193 人
- カウナス - 361,274 人
- クライペダ - 188,954 人
- シャウレイ - 125,883 人
- パネヴェジース - 116,749 人
- ダウガフピルス - 110,265 人
- タルトゥ - 101,740 人
- リエパーヤ  - 85,448 人

バルト三国の基幹民族（エストニア人、ラトビア人、リトアニア人）の人口が多い都市。
- カウナス - 335,624 人
- リガ - 312,858 人
- ヴィリニュス - 312,303 人
- タリン - 216,996 人
- クライペダ - 135,557 人
- シャウレイ - 120,263 人
- パネヴェジース - 113,585 人
- タルトゥ - 81,550 人
- アリートゥス - 66,390 人
- マリヤンポレ - 44,555 人